# Augmentation de la radioactivité dans l'air en Europe à l'automne 2017
La présence de radioactivité artificielle dans l'air a été détectée en Europe à l'automne 2017, en commençant à la fin du mois de septembre. L'isotope radioactif détecté est le ruthénium 106 et il a été détecté en petites quantités (de quelques microbecquerels à quelques millibecquerels par mètre cube d'air), quantité non significative pour affecter la santé de la population.

## Rapports provenant des pays touchés, les dates
Les réseaux de surveillance européens ont déclaré des niveaux de radioactivité accrus en Europe, en provenance d'Europe de l'Est, au début du mois d'octobre :
- l'Office fédéral de la santé publique suisse (OFSP) signale une augmentation de la radioactivité issue de l'activité de ruthénium 106 depuis le 25 septembre[1] ;
- le ministère de l'Environnement autrichien informe le public le 3 octobre 2017 ;
- l'Autorité de radioprotection norvégienne (NRPA) publie également des informations sur de faibles niveaux de cet isotope du ruthénium dans l'atmosphère ;
- la Commission hellénique pour l'énergie nucléaire (EEAE) informe d'une augmentation de la radioactivité dans l'atmosphère à Athènes à partir du 27 septembre[2].

D'autres autorités produisent des annonces similaires :
- En Allemagne, le Bureau de protection contre les rayonnements rapporte une augmentation de la radioactivité à partir du 29 septembre[4],[5] ;
- l'Autorité de sûreté nucléaire et de radioprotection finlandaise publie une annonce, le 3 octobre, indiquant une augmentation de la radioactivité dans des échantillons depuis le 28 septembre 2017[6] ;
- l'administration de Sûreté Nucléaire de la république de Slovénie annonce la détection de faibles niveaux de ruthénium-106 dans l'atmosphère, le 9 octobre[7],[8] ;
- l'Institut de radioprotection et de sûreté nucléaire en France indique que le niveau relativement élevé au début du mois d'octobre a diminué de façon constante à partir du 6 octobre, et qu'aucun élément radioactif n'a été détecté après le 13 octobre.

## Niveau de radioactivité et risques pour la santé
C'est en Roumanie que la valeur de radioactivité la plus forte a été mesurée sur les 400 relevés effectués au niveau de l'Europe. La valeur de 0,15 Bq/m³ y a été atteinte le 30 septembre 2017.
Toutes les autorités déclarent que les quantités de ruthénium 106 sont faibles et qu'elles ne représentent aucun risque pour la santé humaine. Une étude de l'Institut de radioprotection et de sûreté nucléaire indique que bien qu'il n'y ait pas de risque pour la santé des personnes en Europe, la quantité de radioactivité rejetée est importante, estimée entre 100 et 300 térabecquerels, ce qui nécessiterait une évacuation de la population dans un rayon de quelques kilomètres autour de la source.

## Hypothèses concernant la source des fuites radioactives
Aucune indication n'a été donnée sur la source de ces particules radioactives dans les premières publications concernant l'événement, excepté une déclaration provenant des autorités allemandes ; la localisation de la source est située à l'est de l'Europe, à plus de 1 000 km de l'Allemagne. Plus tard, le rapport de l'office fédéral allemand de protection contre les rayonnements indique que le sud de l'Oural est un emplacement possible (ainsi que d'autres lieux possibles). Cependant, Roshydromet (Service fédéral russe d'hydrométéorologie et de surveillance environnementale), a annoncé que le seul endroit en Russie où le ruthénium 106 a été détecté est Saint-Pétersbourg, du 25 septembre au 7 octobre, en très petite quantité[réf. souhaitée]. D'après Roshydromet, l'activité du ruthénium 106 à Saint-Pétersbourg était de 115,4 µBq/m3 du 2 au 6 octobre.
L'institut de radioprotection et de sûreté nucléaire (IRSN) exclut au départ une origine provenant d'un réacteur nucléaire, estimant que l'origine pourrait provenir d'un site de retraitement nucléaire ou d'un centre de production d'isotopes médicaux. L'origine des émissions est localisée au sud des montagnes de l'Oural, entre l'Oural et la Volga, en Russie ou au Kazakhstan.
Les autorités de sûreté nucléaire française et allemande soupçonnent le complexe nucléaire Maïak (Russie) d'être la source du rayonnement. Cela est confirmé après une étude réalisée par l'IRSN qui s'est associé a l'université de Vienne, en Autriche, et l'Université Gottfried Wilhelm Leibniz de Hanovre, en Allemagne et qui ont analysé plus de 1 300 mesures de radioactivité, enregistrées dans 176 stations de contrôle réparties sur 29 pays et publié en juillet 2019 et montrant que l'accident s'est produit dans le cadre de traitement d'éléments combustibles à un stade très avancé, juste avant la fin de la chaîne de production de cérium 144,.
Un reportage d'Envoyé spécial intitulé Un mystérieux nuage commence le 3 octobre 2018 avec la détection d'une faible dose de Ruthénium 106 par l'IRSN d'Orsay, dans un filtre à air prélevé dans le sud de la France (sur un point de mesure suivi depuis 30 ans). Une carte rétrospective du nuage, basée sur les données météo est présentée ; un premier calcul laisse supposer, selon le reportage, une émission jusqu'à 300 000 fois supérieure au seuil autorisé, dans la région de Maïak.[pas clair] Des journalistes prennent la route vers le complexe nucléaire Maïak, pour enquêter sur place sur l'hypothèse d'une fuite ou d'un nouvel accident nucléaire dans les installations là où en 1957, plusieurs décennies avant Tchernobyl a eu lieu le plus important accident nucléaire de l'histoire après ceux de Tchernobyl et de Fukushima (voir Catastrophe nucléaire de Kychtym), et où le lac Karatchaï et des cours d'eau ont été pollués par d'importants rejets radioactifs. 
Alors que la Russie estime que l'origine de cette contamination de l'air est un satellite espion qui aurait explosé dans l'atmosphère. Un prélèvement de sol fait non loin du complexe nucléaire Maïak, ensuite analysé en France montre une présence de Ruthénium, mais pas aux doses attendues en cas d'accident nucléaire, les journalistes exposent l'hypothèse d'une contamination accidentelle issue du processus de vitrification des déchets nucléaires.